# Spartak (Kaapverdië)
Spartak d'Aguadinha is een Kaapverdische voetbalclub uit  Aguadinha en São Filipe. De club speelt in de Fogo Island League, waarvan de kampioen deelneemt aan het Kaapverdisch voetbalkampioenschap, de eindronde om de landstitel.

## Erelijst
Eilandskampioen
2014/15

## Trainers
- Joel de Castro[1] (2014-september 2015)
- Jaime Veiga